# AZS Szczecin (wioślarstwo)

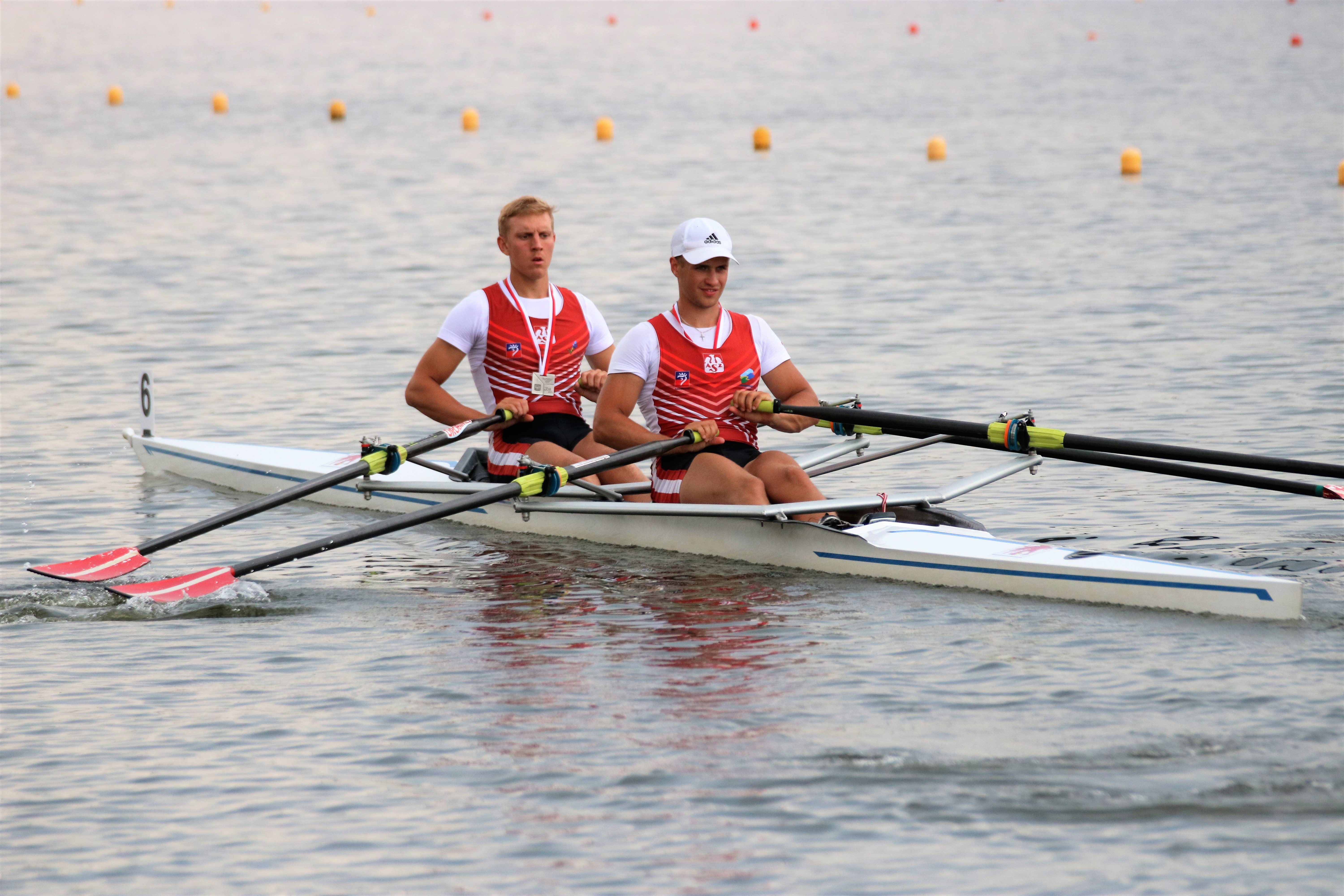
Klubowa dwójka na MP w 2018

Sekcja wioślarska Akademickiego Związku Sportowego Organizacji Środowiskowej w Szczecinie – wioślarska sekcja szczecińskiego akademickiego klubu sportowego, działająca od roku 1948 (z przerwą w latach 1950–1953).

## Historia
Już w 1947 w Szczecinie trenowali wioślarze-akademicy. Jako początek działania sekcji wioślarskiej AZS Szczecin przyjmuje się jednak październik 1948, bo dopiero wtedy nastąpiło oficjalne jej utworzenie i w tym roku klub uzyskał członkostwo Polskiego Związku Towarzystw Wioślarskich. Wtedy też studia na Akademii Handlowej podjął Teodor Kocerka, który został zawodnikiem sekcji wioślarskiej AZS i równocześnie jej trenerem. Sukcesy Kocerki (m.in. tytuł akademickiego mistrza świata w 1949) pozwoliły sklasyfikować AZS Szczecin na VIII miejscu (na 28 klubów) w klubowej klasyfikacji PZTW za 1949. Wyprowadzka Kocerki ze Szczecina spowodowała jednak zawieszenie działalności sekcji wioślarskiej już w 1950.
Wznowienie działalności wioślarzy AZS nastąpiło w 1954, gdy trenerem sekcji został były zawodnik i olimpijczyk, Stanisław Wieśniak. Początkowo napotkał braki sprzętowe, lokalowe i słabe zainteresowanie studentów. Pierwsze drobne sukcesy sportowe wioślarze odnieśli dopiero w 1957, a w 1959 do Szczecina wrócił na krótko Teodor Kocerka, który nie tylko został zawodnikiem sekcji, ale ponownie objął funkcję trenera. W kwietniu 1958 oddano do użytkowania przystań AZS na Wyspie Grodzkiej, jednak przez wiele lat stan przystani i jej wyposażenie był niezadowalający. 
Początek lata 60. to przejęcie sekcji wioślarskiej przez Wyższą Szkołę Rolniczą (po rozpadzie szczecińskiej organizacji środowiskowej AZS), a następnie stopniowy wzrost liczby zawodników i poprawa wyników. AZS Szczecin stał się najliczniejszym wioślarskim klubem akademickim w Polsce, a zawodnicy regularnie powoływani byli do reprezentacji narodowej. Pierwszy start wioślarzy szczecińskiego AZS w Mistrzostwach Europy Seniorów nastąpił jednak dopiero w 1969 (klubowa dwójka podwójna W. Długosz, R. Kowalewski). W tym samym roku klubowa czwórka ze sternikiem zdobyła brązowy medal na Mistrzostwach Świata Juniorów w Neapolu, a sekcja połączyła się z Międzyszkolnym Klubem Sportów Wodnych i przybrała nazwę Klub Wioślarski AZS-MKSW Szczecin, przejmując zawodników młodszych kategorii wiekowych. Skutkowało to licznymi juniorskimi sukcesami klubu w pierwszej połowie lat 70. i brązowym medalem Mistrzostw Świata Juniorów w 1972 – zdobyła go klubowa czwórka bez sternika. Potwierdzeniem poziomu szkolenia wioślarskiej młodzieży klubu był udział jego kilku wychowanków (reprezentujących już jednak inne kluby) w Igrzyskach Olimpijskich w Monachium w 1972: Romana Kowalewskiego, Wiesława Długosza oraz Ryszarda Giło.
W 1976 przeprowadzono w Polsce odgórnie narzuconą przez GKKFiT reformę wyczynowego sportu akademickiego. Wyróżniające się sekcje klubów środowiskowych AZS wcielono do wyczynowych klubów AZS-AWF, utworzonych przy akademiach wychowania fizycznego. W Szczecinie uczelni takiej nie było, zatem wioślarze-akademicy trafili do struktur organizacji środowiskowej AZS, wracając w 1979 do nazwy AZS Szczecin. Na przełomie lat 70. I 80. klub odniósł pierwsze poważne sukcesy seniorskie. Grupa wychowanków AZS Szczecin oraz zawodników pozyskanych z innych klubów regularnie startowała na Mistrzostwach świata i aż trzech wystąpiło na igrzyskach Olimpijskich w 1980. AZS Szczecin był wtedy jednym z najsilniejszych polskich klubów wioślarskich. Jednym z trenerów sekcji był późniejszy trener reprezentacji narodowej – K. Krupecki. 
Regres nastąpił po 1984, gdy większość seniorów zakończyła kariery zawodnicze. Do reprezentacji narodowej nadal  powoływani byli zawodnicy (D. Stadniuk, M. Szymanowski i M. Gawkowski), jednak zła sytuacja materialna sekcji wioślarskiej i pogarszający się stan przystani znacząco utrudniały działalność. Pewna poprawa bazy materialnej oraz wzrost liczby perspektywicznych zawodników nastąpił w 1989, gdy AZS Szczecin przejął sekcję wioślarską Czarnych Szczecin. AZS uzyskał w ten sposób Ośrodek Sportów Wodnych na wyspie Przymoście, a także m.in. M, Kolbowicza. 
Lata 1992 do 2013 to okres największych sukcesów wioślarzy AZS Szczecin. Uczestniczyli w tym okresie we wszystkich igrzyskach olimpijskich. Dwóch zawodników zdobyło złoty medal olimpijski, startując wspólnie na czwórce podwójnej. Wioślarze AZS zdobywali też złote medale mistrzostw świata i Europy seniorów oraz akademickich mistrzostw świata. Na mistrzowskich imprezach międzynarodowych zdobywali też liczne medale innych kolorów. W tym czasie (w latach 2012-2013) przeprowadzono poważną modernizację i remont przystani klubu. 
W kolejnym okresie zawodnicy AZS Szczecin nie osiągnęli większych sukcesów na arenie międzynarodowej.  W dalszym ciągu należeli jednak do ścisłej czołówki wioślarskich klubów w Polsce.

## Galeria zdjęć

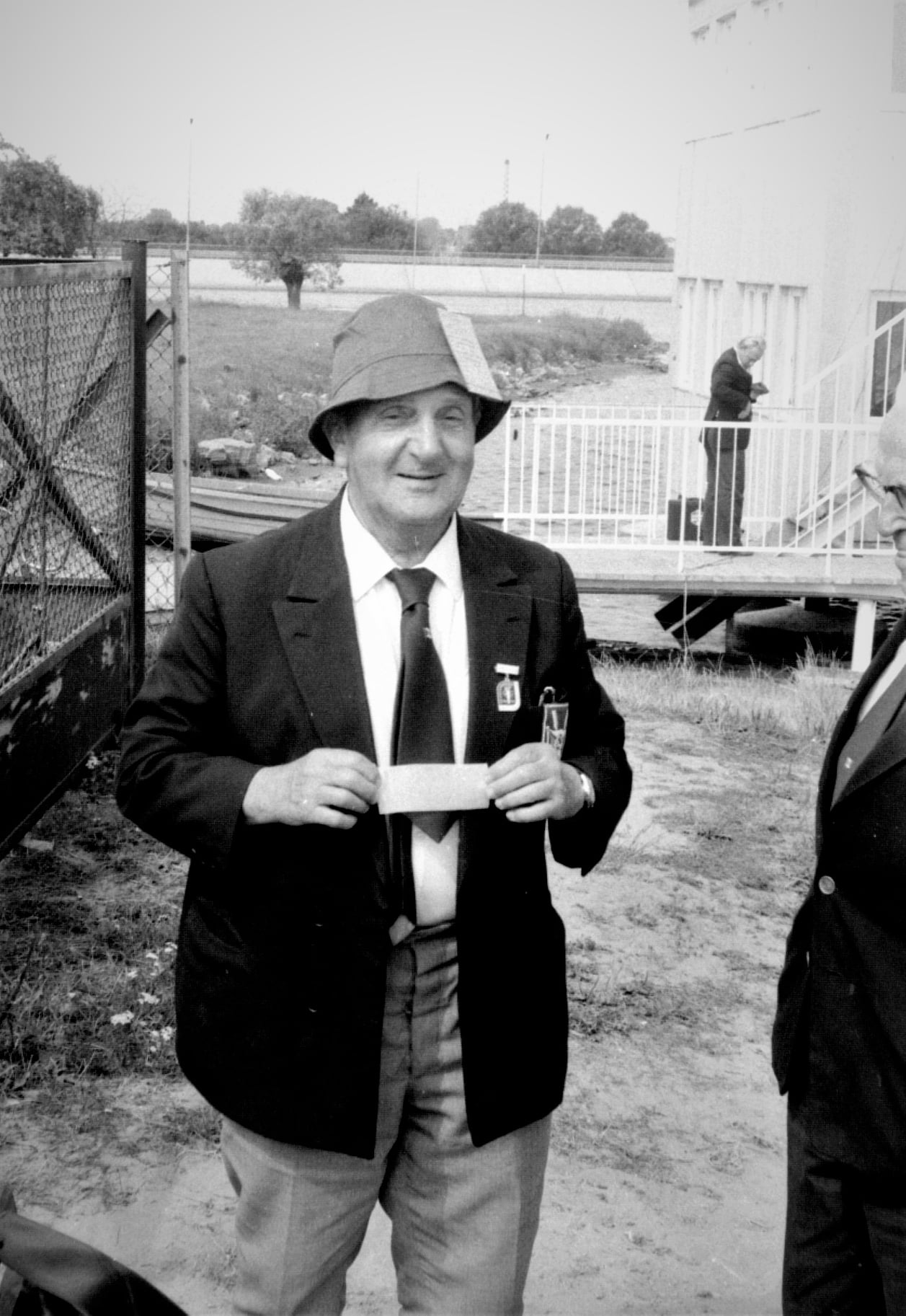
H. Cegielski - działacz AZS Szczecin
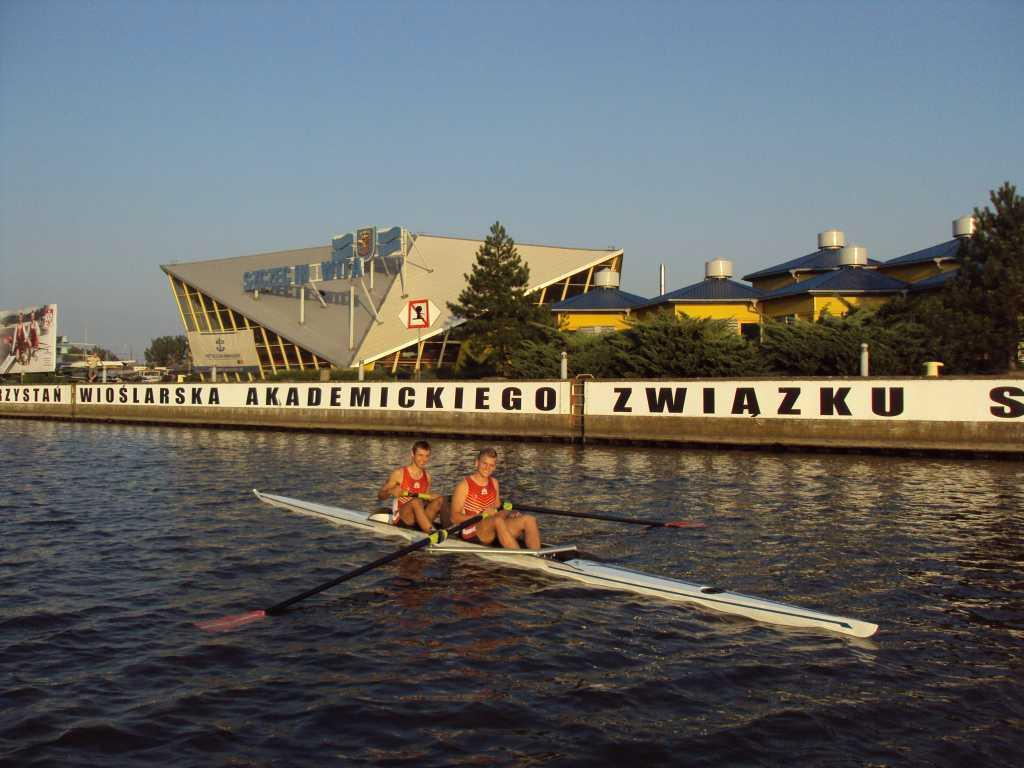
Zawodnicy klubu na tle przystani
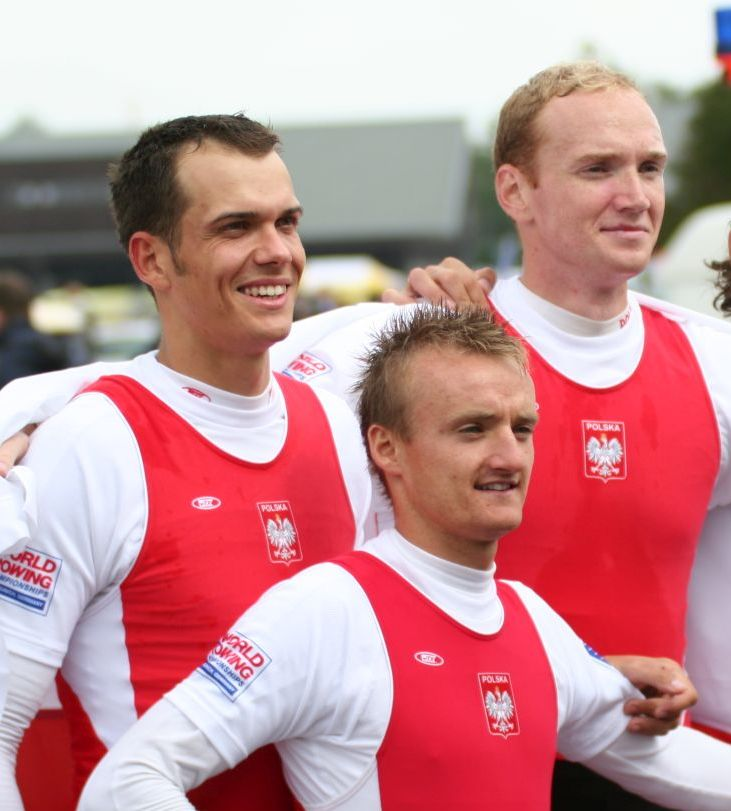
D. Pacześ, Ł. Kardas na podium MŚ 2007 (ze sternikiem Trojanowskim)
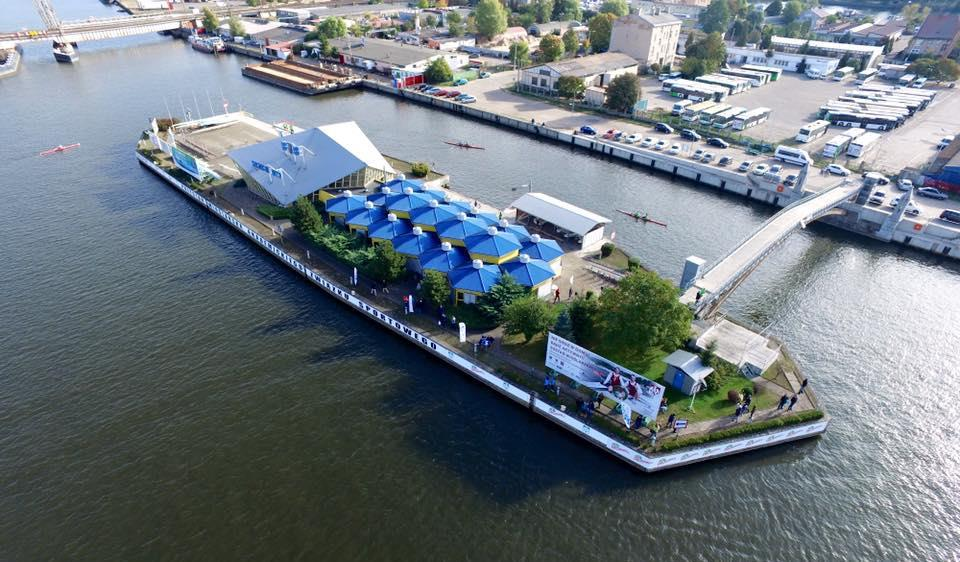
Przystań z lotu ptaka
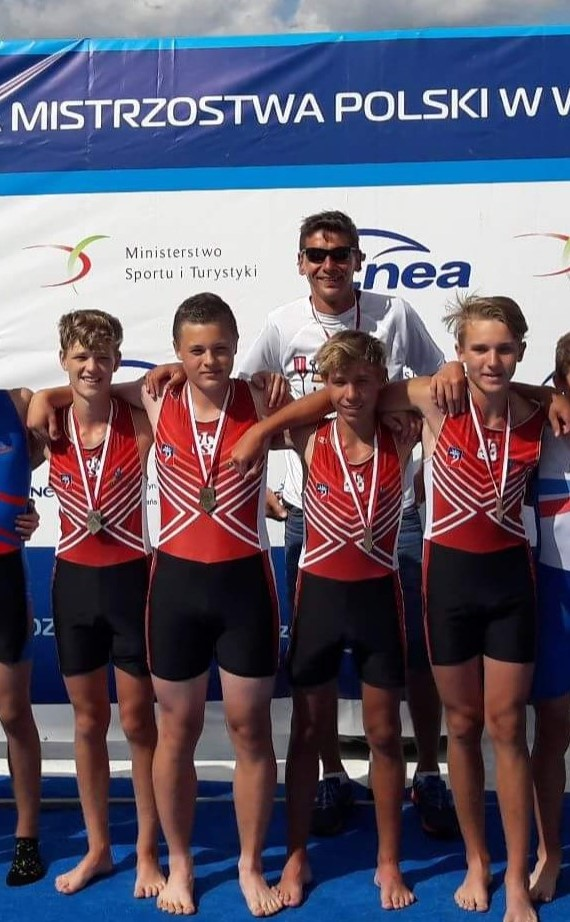
Złoci medaliści na 4x MP Młodzików 2017 z trenerem R. Królem

## Wyniki Sportowe
Największym sukcesem sekcji wioślarskiej AZS Szczecin jest występ aż sześciu jej reprezentantów na siedmiu igrzyskach olimpijskich (w latach: 1980, 1992, 1996, 2000, 2004, 2008 oraz 2012). Dwóch z nich – Marek Kolbowicz i Konrad Wasielewski zostali mistrzami olimpijskimi.   
Wioślarze klubu zdobyli też medale mistrzostw świata i Europy różnych kategorii wiekowych oraz liczne medale na zawodach uniwersyteckich – uniwersjadzie i mistrzostwach świata.  
Ostatnimi międzynarodowymi sukcesami zawodników klubu było zdobycie przez Konrada Kuchtę i Kacpra Białkowskiego brązowego medalu Młodzieżowych Mistrzostw Świata w 2013 oraz zdobycie srebrnego medalu Młodzieżowych Mistrzostw Europy 2018 przez Łukasza Posyłajkę.
W ostatnich latach, według punktacji Polskiego Związku Towarzystw Wioślarskich, wioślarze AZS Szczecin zajęli następujące miejsca w klasyfikacji drużynowej:
- w roku 1997 – 13. miejsce na 35 sklasyfikowanych klubów[14],
- w roku 1998 – 9. miejsce na 35 sklasyfikowanych klubów[15],
- w roku 1999 – 8. miejsce na 32 sklasyfikowane kluby[16],
- w roku 2000 – 7. miejsce na 33 sklasyfikowane kluby[16],
- w roku 2001 – 8. miejsce na 33 sklasyfikowane kluby[16],
- w roku 2002 – 7. miejsce na 33 sklasyfikowane kluby[16],
- w roku 2003 – 6. miejsce na 34 sklasyfikowane kluby[16],
- w roku 2004 – 9. miejsce na 34 sklasyfikowane kluby[16],
- w roku 2005 – 6. miejsce na 36 sklasyfikowanych klubów[16],
- w roku 2006 – 10. miejsce na 34 sklasyfikowane kluby[16],
- w roku 2007 – 8. miejsce na 35 sklasyfikowanych klubów[16],
- w roku 2008 – 11. miejsce na 37 sklasyfikowanych klubów[16],
- w roku 2009 – 10. miejsce na 38 sklasyfikowanych klubów[16],
- w roku 2010 – 8. miejsce na 37 sklasyfikowanych klubów[16],
- w roku 2011 – 8. miejsce na 35 sklasyfikowanych klubów[16],
- w roku 2012 – 13. miejsce na 35 sklasyfikowanych klubów[16],
- w roku 2013 – 11. miejsce na 38 sklasyfikowanych klubów[16],
- w roku 2014 – 13. miejsce na 36 sklasyfikowanych klubów[17],
- w roku 2015 – 8. miejsce na 38 sklasyfikowanych klubów[18],
- w roku 2016 – 8. miejsce na 37 sklasyfikowanych klubów[19],
- w roku 2017 – 10. miejsce na 35 sklasyfikowanych klubów[20],
- w roku 2018 – 7. miejsce na 36 sklasyfikowanych klubów[21],
- w roku 2019 – 5. miejsce na 35 sklasyfikowanych klubów[22],
- w roku 2020 – 4. miejsce na 39 sklasyfikowanych klubów[23].

## Najwybitniejsi zawodnicy

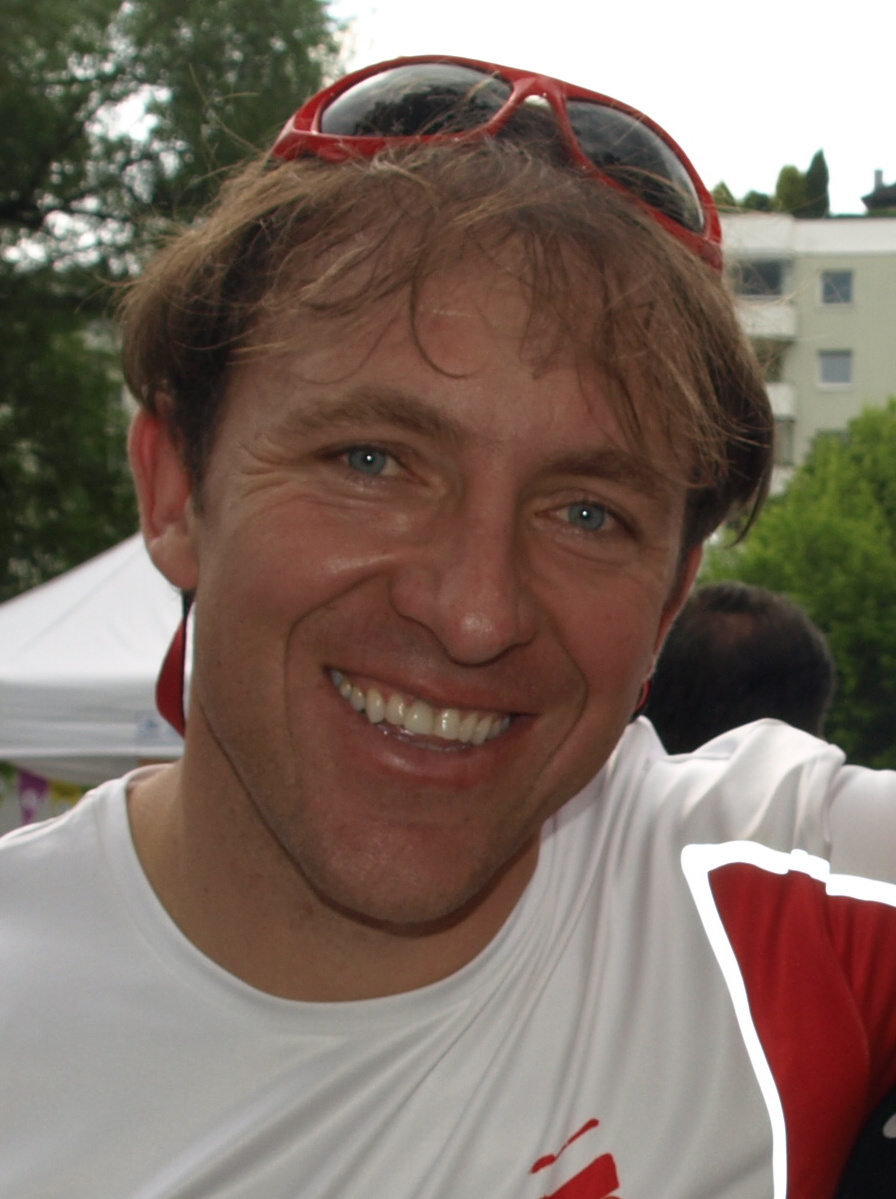
Marek Kolbowicz

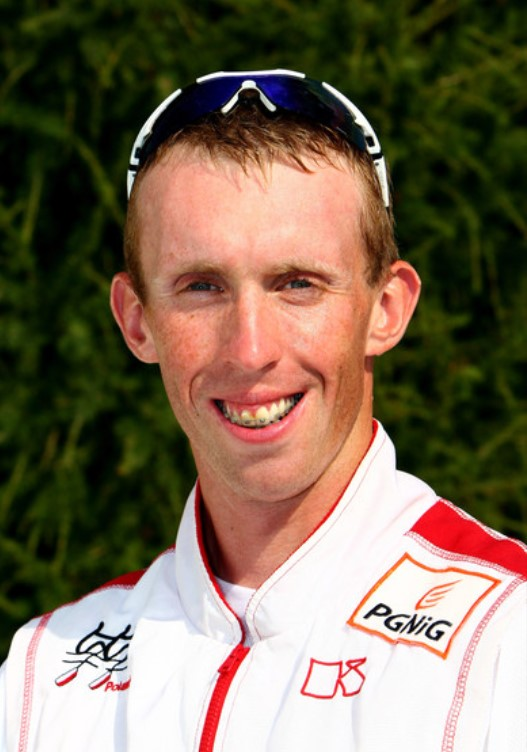
Konrad Wasielewski wioślarz

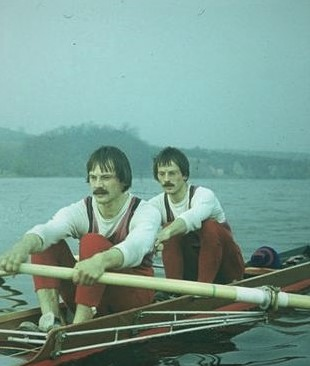
Bracia Trzcińscy

Najwybitniejszymi zawodnikami sekcji wioślarskiej klubu byli:
Marek Kolbowicz – wychowanek klubu Czarni Szczecin, po przejściu do AZS Szczecin mistrz olimpijski, czterokrotny mistrz świata, mistrz Europy i pięciokrotny uczestnik igrzysk olimpijskich. W trakcie kariery odniósł następujące sukcesy:
- 2008 –  Igrzyska Olimpijskie, Pekin – czwórka podwójna –  złoty medal,
- 2004 –  Igrzyska Olimpijskie, Ateny – czwórka podwójna – IV miejsce,
- 2000 –  Igrzyska Olimpijskie, Sydney – dwójka podwójna – VI miejsce,
- 2012 –  Igrzyska Olimpijskie, Londyn – czwórka podwójna – VI miejsce,
- 1996 –  Igrzyska Olimpijskie, Atlanta – czwórka podwójna – IX miejsce,
- 2005 – Mistrzostwa Świata, Gifu – czwórka podwójna –  złoty medal,
- 2006 – Mistrzostwa Świata, Eton – czwórka podwójna –  złoty medal,
- 2007 – Mistrzostwa Świata, Monachium – czwórka podwójna –  złoty medal,
- 2009 – Mistrzostwa Świata, Poznań – czwórka podwójna –  złoty medal,
- 2010 – Mistrzostwa Europy, Montemor-o-Velho – czwórka podwójna –  złoty medal,
- 2002 – Mistrzostwa Świata, Sewilla – czwórka podwójna –  srebrny medal,
- 1998 – Mistrzostwa Świata, Kolonia – dwójka podwójna –  brązowy medal,
- 2003 – Mistrzostwa Świata, Mediolan – czwórka podwójna –  brązowy medal.

Konrad Wasielewski – wychowanek AZS Szczecin. Mistrz olimpijski, czterokrotny mistrz świata oraz mistrz Europy. Odniósł następujące sukcesy:
- 2008 –  Igrzyska Olimpijskie, Pekin – czwórka podwójna –  złoty medal,
- 2012 –  Igrzyska Olimpijskie, Londyn – czwórka podwójna – VI miejsce,
- 2005 – Mistrzostwa Świata, Gifu – czwórka podwójna –  złoty medal,
- 2006 – Mistrzostwa Świata, Eton – czwórka podwójna –  złoty medal,
- 2007 – Mistrzostwa Świata, Monachium – czwórka podwójna –  złoty medal,
- 2009 – Mistrzostwa Świata, Poznań – czwórka podwójna –  złoty medal,
- 2010 – Mistrzostwa Europy, Montemor-o-Velho – czwórka podwójna –  złoty medal,
- 2013 – Mistrzostwa Europy, Sewilla – czwórka podwójna –  srebrny medal,
- 2011 – Mistrzostwa Europy, Płowdiw – czwórka podwójna –  brązowy medal,

Henryk Trzciński i Mariusz Trzciński – pływający wspólnie przez wiele lat na tych samych osadach bliźniacy, wychowankowie Sokoła Ostróda. Po przejściu w 1972 do AZS Szczecin wielokrotni reprezentanci kraju i olimpijczycy. Ich osiągnięcia:
- 1980 –  Igrzyska Olimpijskie, Moskwa – czwórka bez sternika – VIII miejsce,
- 1975 – Mistrzostwa Świata, Nottingham – ósemka – X miejsce,
- 1979 – Mistrzostwa Świata, Bled – czwórka ze sternikiem – X miejsce.

Marek Gawkowski – wychowanek klubu, olimpijczyk i wielokrotny reprezentant kraju. Jego sukcesy:
- 1992 –  Igrzyska Olimpijskie, Barcelona – czwórka podwójna – XI miejsce,
- 1989 – Mistrzostwa Świata, Bled – czwórka podwójna – V miejsce,
- 1991 – Mistrzostwa Świata, Wiedeń – czwórka podwójna – VII miejsce,
- trzykrotny akademicki mistrz świata.

Mirosław Kowalewski – wychowanek klubu, olimpijczyk i wielokrotny reprezentant kraju. Jego osiągnięcia:
- 1980 –  Igrzyska Olimpijskie, Moskwa – ósemka – odpadł po repasażu,
- 1977 – Mistrzostwa Świata, Amsterdam – dwójka bez sternika – IX miejsce,
- 1981 – Mistrzostwa Świata, Monachium – czwórka podwójna – IX miejsce,
- 1982 – Mistrzostwa Świata, Lucerna – czwórka podwójna – IX miejsce,

 Łukasz Kardas i Dawid Pacześ – zawodnicy AZS Szczecin pływający wspólnie przez wiele lat na tych samych osadach. Mistrzowie świata na dwójce ze sternikiem. Oboje osiągnęli następujące sukcesy:
- 2007 – Mistrzostwa Świata, Monachium – dwójka ze sternikiem –  złoty medal,
- 2009 – Mistrzostwa Europy, Brześć – czwórka bez sternika – IV miejsce,
- 2008 – Mistrzostwa Europy, Ateny – czwórka bez sternika – V miejsce,
- 2004 – Mistrzostwa Świata U-23, Poznań – dwójka bez sternika –  brązowy medal,
- 2004 – Mistrzostwa Świata U-23, Amsterdam – dwójka bez sternika –  brązowy medal,,

Piotr Licznerski – wychowanek Wiru Iława, w barwach AZS Szczecin dwukrotny medalista mistrzostw Europy. Jego największe sukcesy w barwach szczecińskiego klubu:
- 2013 – Mistrzostwa Europy, Sewilla – czwórka podwójna –  srebrny medal,
- 2011 – Mistrzostwa Europy, Płowdiw – czwórka podwójna –  brązowy medal,